# Adam Kadmon
Adam Kadmon – pierwszy człowiek według kabały i Hagady. Jego ziemski odpowiednik utracił cechy, które łączyły Adama Kadmona z Bogiem: nieśmiertelność, wspaniałość i mądrość. Jego żoną była Lilith. Opisany został m.in. przez Izaaka Lurię.